# Curcuma oligantha
Curcuma oligantha är en enhjärtbladig växtart som beskrevs av Henry Trimen. Curcuma oligantha ingår i släktet Curcuma och familjen Zingiberaceae. Inga underarter finns listade i Catalogue of Life.